# Tetraloniella apicalis
Tetraloniella apicalis là một loài Hymenoptera trong họ Apidae. Loài này được Friese mô tả khoa học năm 1905.